# ۷۰ (عدد)
۷۰ به حروف هفتاد هفتادمین عدد از اعداد طبیعی است.